# Ŭ
Ŭ、ŭはUにブレーヴェを付した文字である。

## エスペラント語
Uから派生した「ウォー」(ŭo) という名前の26番目（UとVの間）の文字であり、音価は /u̯/（つまり、子音扱いでこれのみでは音節となれず、アクセント位置にもならない）。

### 二重母音のŬ
母音の直後にのみ用いる。I から派生した J と同様に、この文字は U の異音を表しており、語根の au、eu という綴りにおいて u はこの音で発音し、aŭ、eŭ と表す。例外は主に非ヨーロッパ語からの借用語や固有名詞である。-aŭ で終わる語根は基本的な副詞であることが多い。

### 子音のŬ
『エスペラントの基礎』によれば、二重母音の一部ではなく通常の子音として用いる例外は、文字名（ŭo）と擬音語のみである。借用語や固有名詞を含めて Ŭ で始まる言葉はごくわずかであり、擬音語を除けばいずれも U や V で置き換えられた正式な単語がある。

### 代用表記
英文タイプライターや文字コードの対応問題などで表示できないときは、単に U/u とする（H-方式）か、Ux/ux（X-方式）と表記する。
あまり用いられないものの、Wやほかのダイアクリティカルマーク付き文字（ú、ù、û、ũ、ů、ǔ、ū）を代わりにする方法もある。

## その他の言語
以下の言語ではラテン文字表記においてŬが使われることがある。
- ブルガリア語
- クメール語
- 韓国語のローマ字表記（マッキューン＝ライシャワー式、母音「ㅡ」/ɯ/）
- タジク語（キリル文字 Ӯ）
- ベラルーシ語のラテン文字表記法（ラツィンカ、キリル文字 Ў）
- ウズベク語（キリル文字 Ў、現代の表記法では Oʻ）

ISO 9における翻字体系において、キリル文字の Ў に対応するラテン文字として用いられる。
ブレーヴェは短音記号とも呼ばれ、ラテン語で短い母音をマークするために使用されることがある（ 例：stătŭs（単数）、stătūs（複数））。

## 符号位置
| 大文字 | Unicode | JIS X 0213 | 文字参照       | 小文字 | Unicode | JIS X 0213 | 文字参照       | 備考 |
| ------ | ------- | ---------- | -------------- | ------ | ------- | ---------- | -------------- | ---- |
| Ŭ      | U+016C  | 1-10-62    | &#x16C; &#364; | ŭ      | U+016D  | 1-10-68    | &#x16D; &#365; |      |

詳しくはHelp:特殊文字を参照のこと。

### その他の文字コード
| 点字 | モールス符号 |
| ---- | ------------ |
|      | ・・--       |